# Localización geográfica

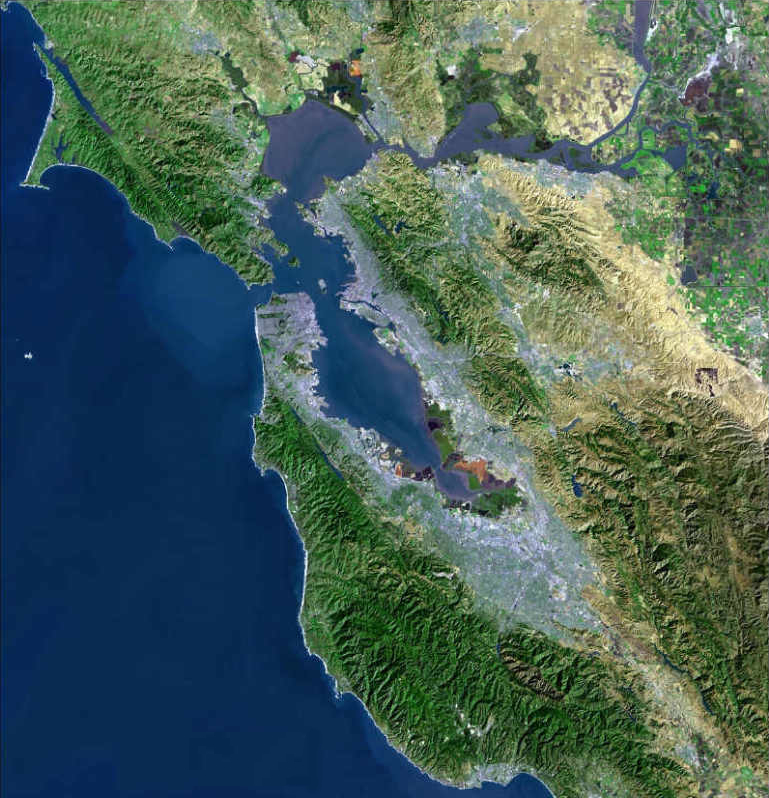
La localización geográfica de San Francisco es particularmente significativa: su ventajosa situación central en la costa oeste de Estados Unidos (cerca de las zonas mineras que protagonizaron la fiebre del oro de 1848) se complementa con las extraordinarias condiciones de su emplazamiento en una bahía muy resguardada. Por otro lado, tiene un inconveniente grave: el riesgo sísmico de la falla de San Andrés; y otros, más leves, que se han convertido en atractivo turístico y cinematográfico: las nieblas o las calles en cuesta.

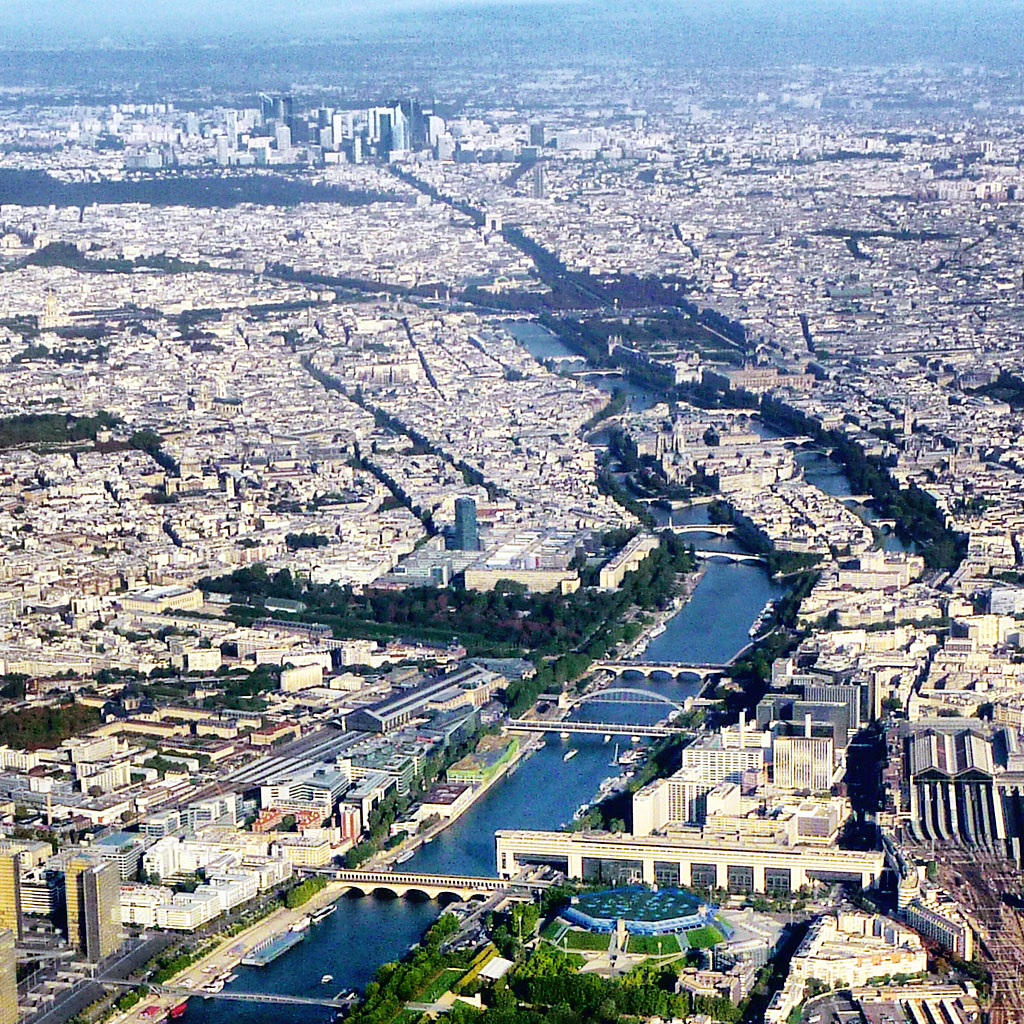
El emplazamiento de París responde a la ventaja estratégica de la Isla de la Cité en el río Sena.

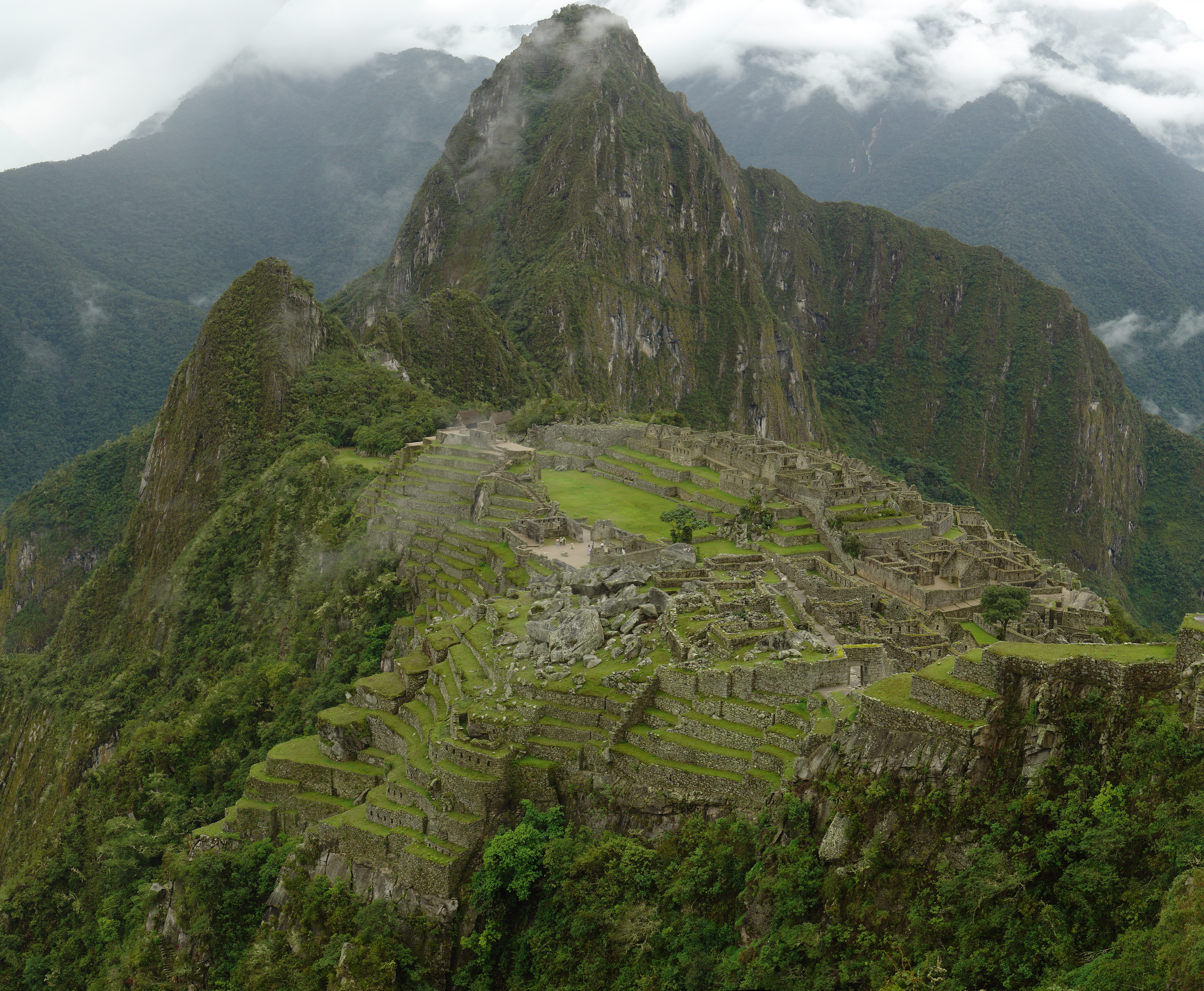
La localización geográfica de Machu Pichu determinó su elección como refugio de los últimos incas independientes y su preservación hasta su hallazgo arqueológico en el : una situación marginal en la cordillera de los Andes y un emplazamiento defensivo en la cima de un cerro.

Localización geográfica es cualquier forma de localización en un contexto geográfico.
El principal concepto geográfico útil para la localización es el de coordenadas geográficas, que permite la identificación de un punto de la superficie terrestre simplemente con dos números (que expresan la latitud y la longitud geográfica). Esta forma no es la única forma de localizar: el uso de criterios "cualitativos" permite la definición de distintas zonas del mundo que comparten rasgos geográficos comunes, a distintas escalas (geocora). La georreferenciación o geolocalización es una técnica esencial para el trabajo geográfico.
Desde la Edad Antigua se han venido utilizando, bien de forma científica, bien de forma intuitiva o artesanal, distintos materiales e instrumental geográfico útil para la localización: mapas, brújula, sextante, teodolito y el reloj (su perfeccionamiento a lo largo de la Edad Moderna permitió la definición precisa de la longitud geográfica). La utilización de lentes desde la Baja Edad Media no tuvo aplicaciones científicas hasta la invención del telescopio por Galileo y la aplicación posterior de todo tipo de dispositivos ópticos, como las partes ópticas de los sextantes y otros instrumentos de navegación. Los más útiles para el trabajo de campo son los prismáticos o binoculares.
Muy recientemente se ha generalizado el uso de los dispositivos GPS (sistema de posicionamiento global).
Desde un punto de vista escolar y recreativo, la localización es un recurso característico: el uso de distintas técnicas de orientación (véase orientación y deporte de orientación).

## Posición, distribución, situación, emplazamiento
El uso de distintos términos geográficos convencionales permite diferenciar distintos matices en la localización de una parcela, una casa, una población, una infraestructura o cualquier otro tipo de objeto de estudio geográfico. La posición ofrece la localización geográfica utilizando criterios absolutos (un punto definido por las coordenadas geográficas, una línea o una superficie delimitada y mensurable o reducible a una malla). Otros conceptos de localización utilizan criterios relativos. La concentración o la dispersión pueden caracterizar la distribución (concentrada o dispersa) de un fenómeno geográfico (como la de las viviendas en núcleo o diseminadas en determinadas formas de hábitat rural, o la localización de los pozos de agua o las industrias sobre una región). La existencia de gradientes puede caracterizar una distribución particular (norte-sur, este-oeste, centro-periferia, etc.) El emplazamiento de una ciudad indica su relación con el contexto geográfico local (junto al vado de un río, en una bahía, en la cima de un cerro...) La situación indica su relación con el contexto geográfico más remoto (p. ej. la ubicación de Zaragoza es el valle del Ebro, o una posición intermedia entre Madrid y Barcelona).